# Viên Sơn, Nghi Lan

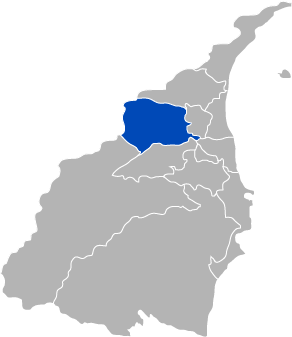
Vị trí tại Nghi Lan

Viên Sơn (tiếng Trung: 員山) là một hương (xã) của huyện Nghi Lan, tỉnh Đài Loan, Trung Hoa Dân Quốc (Đài Loan). Viên Sơn từng thuộc Tam Tinh song đã tách ra kể từ năm 1976. Hương có diện tích 111,9106 km², dân số vào tháng 8 năm 2011 là 32.303 người thuộc 10.893 hộ gia đình, mật độ cư trú đạt 288,7 người/km².